# Středočeská autobusová doprava
Středočeská autobusová doprava s r.o. je společnost se sídlem v Plzni, která byla zapsána 9. září 2022 pod názvem AVE Line s.r.o. a 4. října 2022 dostala nynější název. Společnost se v roce 2022 zúčastnila řady výběrových řízení na provozování autobusové dopravy v rámci Pražské integrované dopravy od 1. prosince 2024 na dobu 10 let, ve všech případech podala nabídku společně s brněnskou firmou Tourbus a.s. Obě tyto společnosti jsou spojeny s českým miliardářem Danielem Křetínským, k jehož holdingu patří mimo jiné i výrobce autobusů SOR Libchavy. Ve čtyřech vlnách podala tato sdružení nabídky pro 23 z 35 soutěžených oblastí, ani v jedné nenabídla nejnižší cenu. 

## Vlastnictví
Původně byla jediným společníkem společnost AVE CZ odpadové hospodářství s.r.o. se sídlem v Praze-Hostivaři, po měsíci současně s přejmenováním společnosti byla jako její nový vlastník zapsána společnost ANDELTA, a.s. se sídlem v Praze-Josefově v Pařížské ulici. Společnost Andelta a.s. byla založena v roce 2010, jejím jediným vlastníkem je společnost Piramel Enterprises Limited se sídlem v Kyperské republice. V orgánech společnosti Andelta a.s. (nejprve jako jediný člen představenstva, poté jako jeden z členů dozorčí rady) figuruje český miliardář, podnikatel a právník Daniel Křetínský.
O kyperské offshorové společnosti Piramel se neví, kdo ji ovládá. Policie podezírala společnosti tohoto holdingu z daňových úniků minimálně v letech 2016 až 2020, v srpnu 2022 Národní centrála proti organizovanému zločinu vznesla obvinění kvůli údajnému daňovému úniku 3,7 miliardy korun v souvislosti s odpadovým hospodářstvím.
Druhého účastníka soutěžících sdružení, společnost Tourbus Brno, získal Energetický a průmyslový holding Daniela Křetínského do svého vlastnictví v roce 2022.

## Vedení a činnost
Statutárním orgánem společnosti jsou dva jednatelé, společnost zastupují vždy oba jednatelé společně. Jednateli jsou od vzniku společnosti Ing. Jan Žurek z Králova Dvora a Ing. Šárka Bukovská z Dolní Lomnice. Oba předtím působili jako regionální manažeři ve společnosti AVE.
Mimo účast ve výběrových řízeních na autobusovou dopravu PID se společnost zatím nijak veřejně neprezentovala. 

## Nabídky
Společnost podala společně s brněnskou společností Tourbus a.s. řadu nabídek do výběrových řízení na provozování autobusové dopravy v rámci Pražské integrované dopravy od 1. prosince 2024 na dobu 10 let. Pro každou z nabídek a oblastí vytvořily tyto dvě společnosti samostatné sdružení se specifickým názvem, například „Autobusová doprava – oblast A7“.  
Ve vlně A, kde nabídky byly pro jednotlivé oblasti přijímány do 19. až 24. října 2022, podala tato sdružení nabídky pro oblasti A2 Hostivicko, A4 Mníšecko, A7 Velvarsko a A8 Hořovicko. Tedy nepodaly nabídky pro oblasti A1 Kladensko, A3 Rakovnicko, A5 Mnichovohradišťsko a A6 Líbenicko. Ve všech čtyřech oblastech, kde podaly nabídku, byla jejich nabídka nejdražší ze všech podaných nabídek, ve třech případech výrazně nejdražší, v případě Mníšecka s malým rozdílem.
Ve vlně B, kde nabídky byly pro jednotlivé oblasti přijímány do 29. listopadu až 9. prosince 2022, podala tato sdružení nabídky pro oblasti B2 Štěchovicko, B3 Jílovsko, B4 Voticko, B5 Brandýsko, B6 Sázavsko a B7 Kutnohorsko a B8 Poděbradsko (tedy do všech kromě B1 Stochovsko). Tentokrát se již nabídkové ceny více podobaly cenám nabídnutých jinými účastníky, v žádné oblasti nebyla její nabídková cena ani nejnižší, ani nejvyšší.
Ve vlně C podala tato sdružení nabídky pro oblasti C1 Horoměřicko, C4 Čáslavsko, C7 Rožmitálsko, C8 Neveklovsko, C9 Českobrodsko a C10 Mělnicko (nezúčastnila se tedy v oblastech C2 Slánsko, C3 Berounsko, C5 Kostelecko, C6 Mladoboleslavsko). Jejich nabídky patřily mezi nejdražší, v žádné oblasti neuspěla.
Ve vlně D podala tato sdružení nabídky pro oblasti D3 Vlašimsko, D4 Říčansko, D5 Zdibsko, D6 Úvalsko, D7 Dolnobřežansko, D8 Kolínsko (nezúčastnila se v oblastech D1 Příbramsko, D2 Sedlčansko, D9 Nymbursko). Jejich nabídky patřily mezi nejdražší, v žádné oblasti neuspěla. Nejblíže úspěchu byla na Úvalsku, kde její nabídka byla 3. ze 6 uchazečů.
Celkově se tedy tato sdružení zúčastnila soutěže o 23 z 35 oblastí autobusové dopravy PID a ani v jedné oblasti neuspěla.